# Cameron Hanley

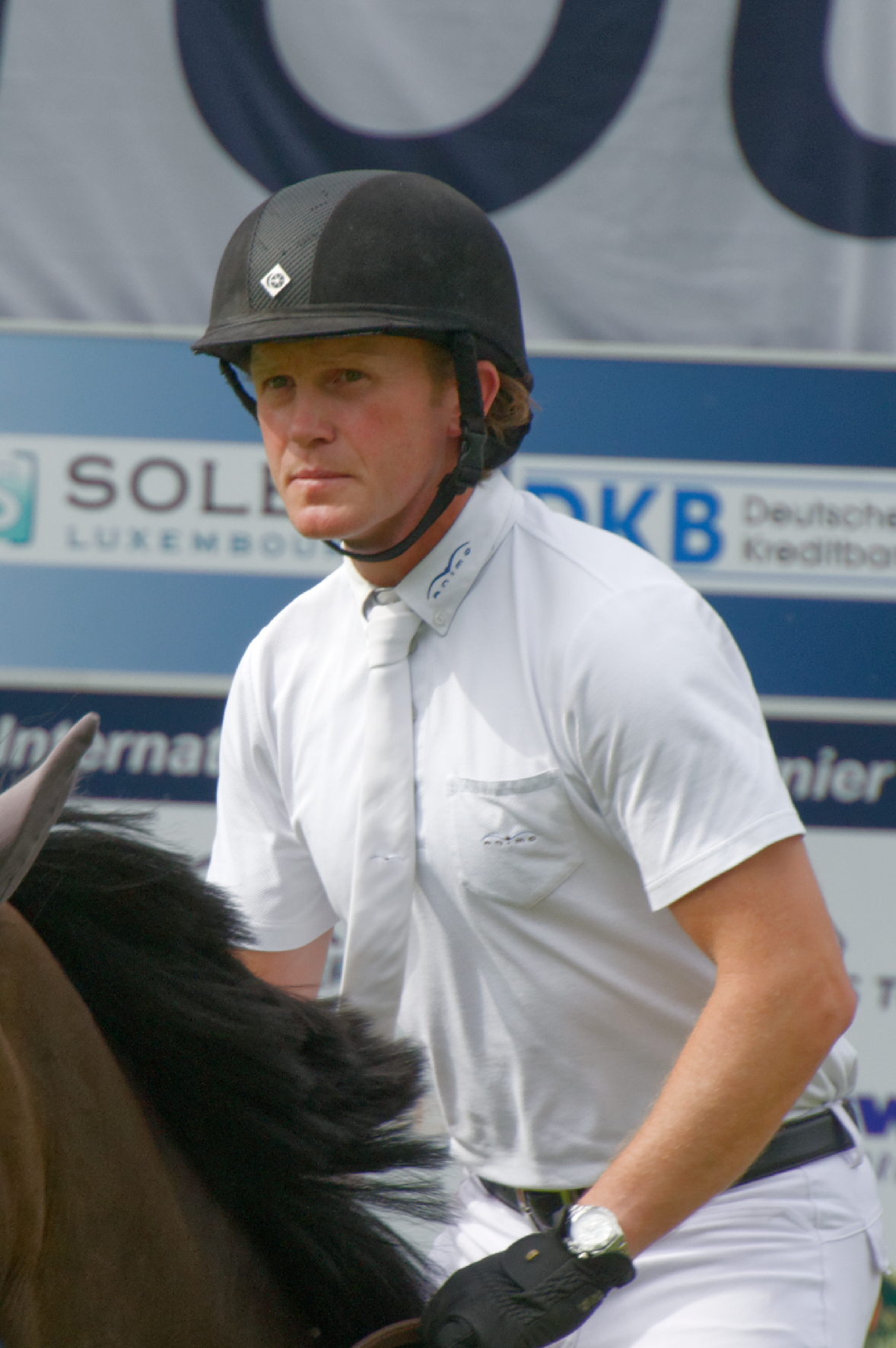
Cameron Hanley beim Internationalen Pfingstturnier Wiesbaden 2014

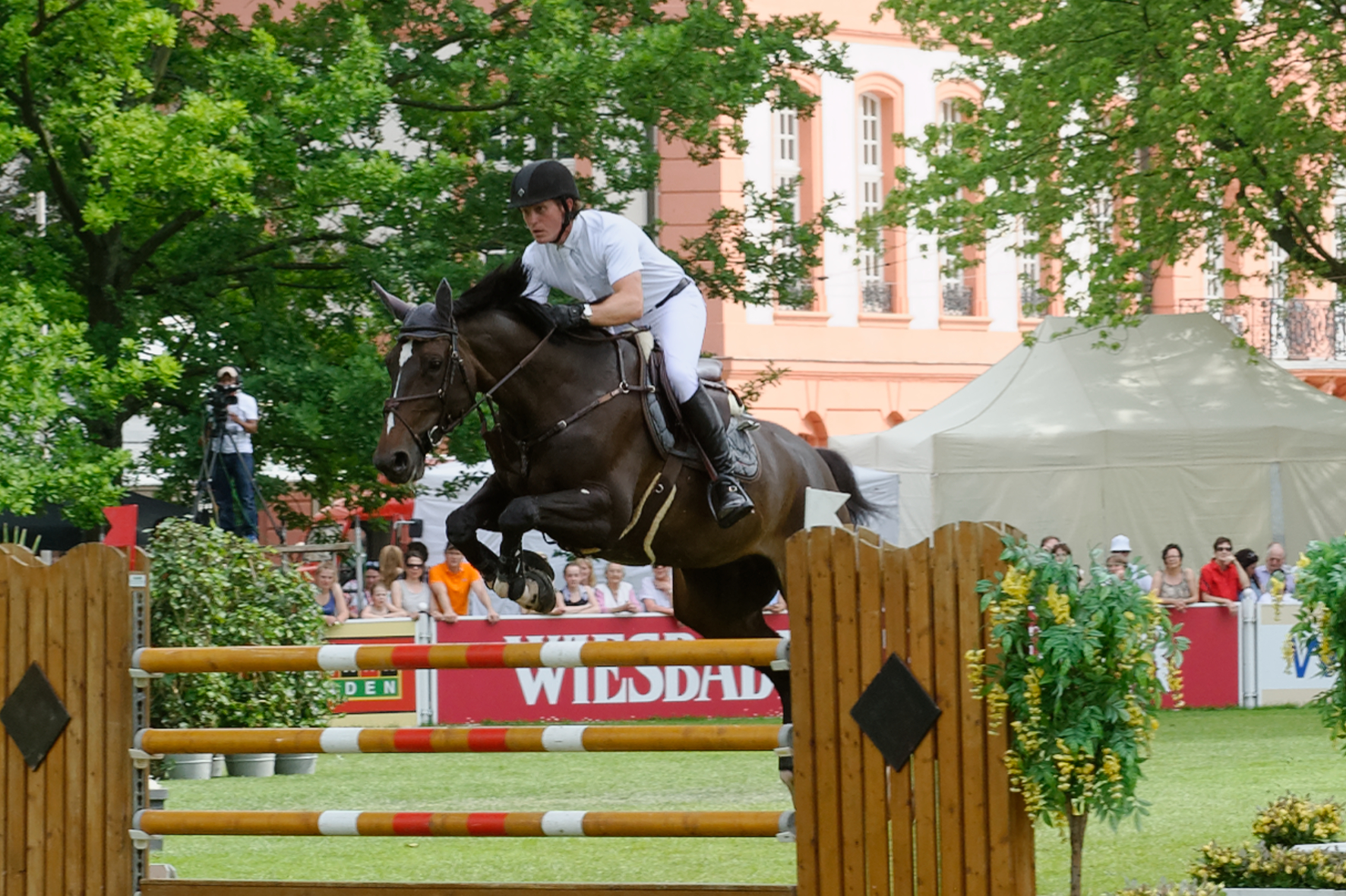
Im Sattel von Living the Dream beim Internationalen Pfingstturnier Wiesbaden 2014

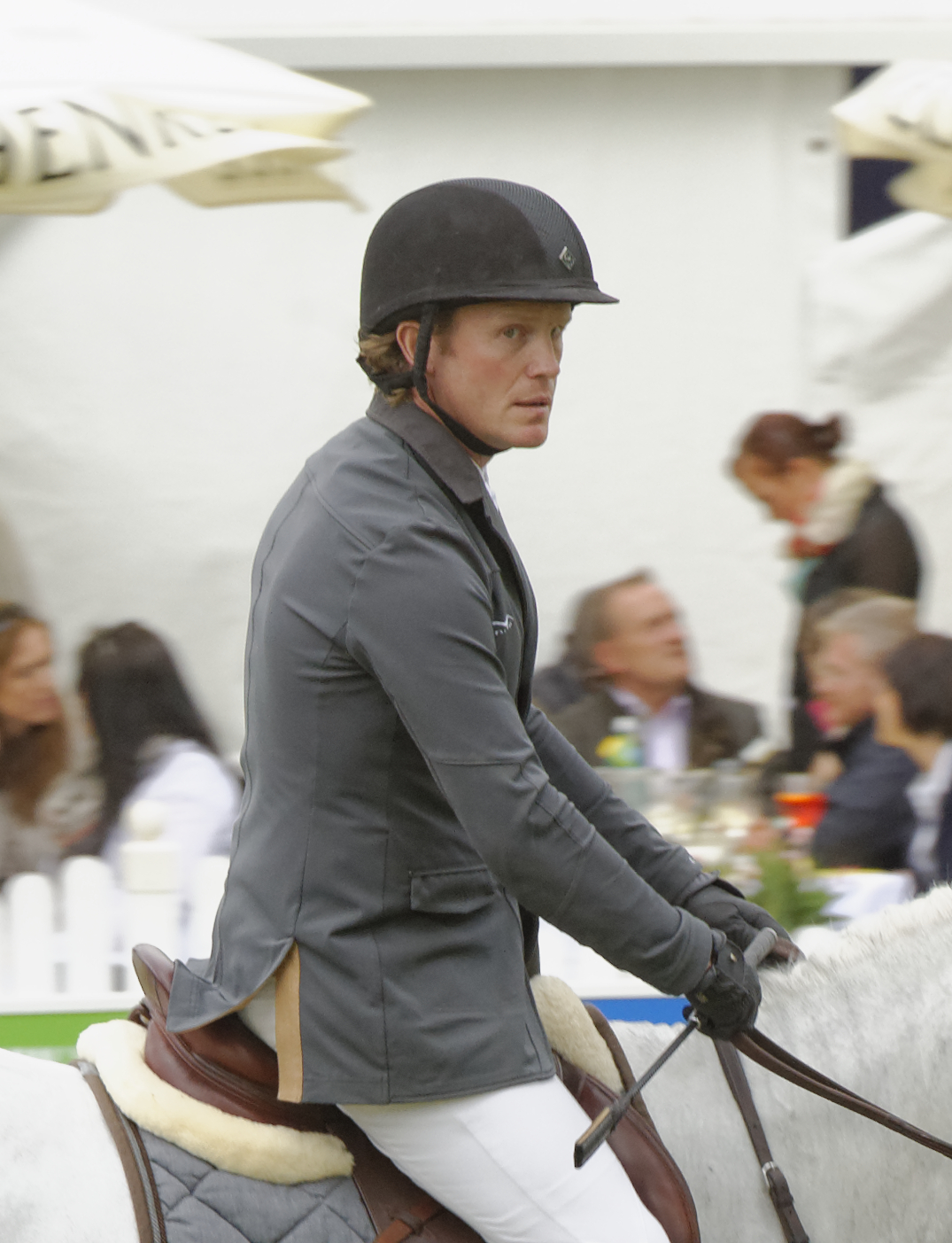
Cameron Hanley auf Dundee van de Dwerse Hagen beim Internationalen Pfingstturnier Wiesbaden 2013

Cameron Hanley (* 6. Mai 1973 in Claremorris) ist ein irischer Reitsportler.

## Werdegang
Hanley stammt aus einer Reiterfamilie; seine Eltern betreiben eine bekannte Reitschule in Irland. Das erste Mal ritt Cameron Hanley im Alter von acht Jahren. Mit 16 begann er auf dem Hof seiner Eltern zu arbeiten, zog mit 18 Jahren in die Schweiz und war neun Jahre im Stall der Familie Etter angestellt. 1991 ging er für zwei Jahre nach England, um im Anschluss daran in die Nähe von Frankfurt zu ziehen.
Mit der irischen Equipe startet Hanley regelmäßig bei Nationenpreisen und triumphierte in Weltcupspringen und bei Großen Preisen. Als seinen schönsten Sieg nennt er den Großen Preis von Dublin, den er im Jahr 2000 mit Twilight gewann.
Hanley nahm bisher an drei internationalen Championaten für Irland teil: an den Weltreiterspielen 2006 (mit Hippica Kerman 6. mit der Mannschaft und 33. in der Einzelwertung), an den Europameisterschaften 2007 (mit Hippica Kerman 13. mit der Mannschaft und 66. in der Einzelwertung) und an den Europameisterschaften 2009 (mit Livello 7. mit der Mannschaft und 4. in der Einzelwertung).
Von 2005 bis Mitte 2010 ritt Hanley die Pferde der türkischen Millionärin Sevil Sabancı in Pfungstadt. Da er, anders als sein Landsmann Gerry Flynn, nicht bereit war, im Sport für die Türkei anzutreten, entzog Sabancı ihm die Pferde. In der Folge verließ er den Stall.
Im Sommer 2011 verletzte er sich beim Spielen mit seinen Kindern am Knie. Es folgte eine zweistellige Anzahl an Operationen, erst im Februar 2013 kehrte er wieder aktiv in den Sport zurück. Anfang 2015 entzog ihm sein Sponsor sieben Pferde, diese wechselten in den Stall von Pius Schwizer.
Hanley ist verheiratet und hat zwei Kinder.

## Pferde

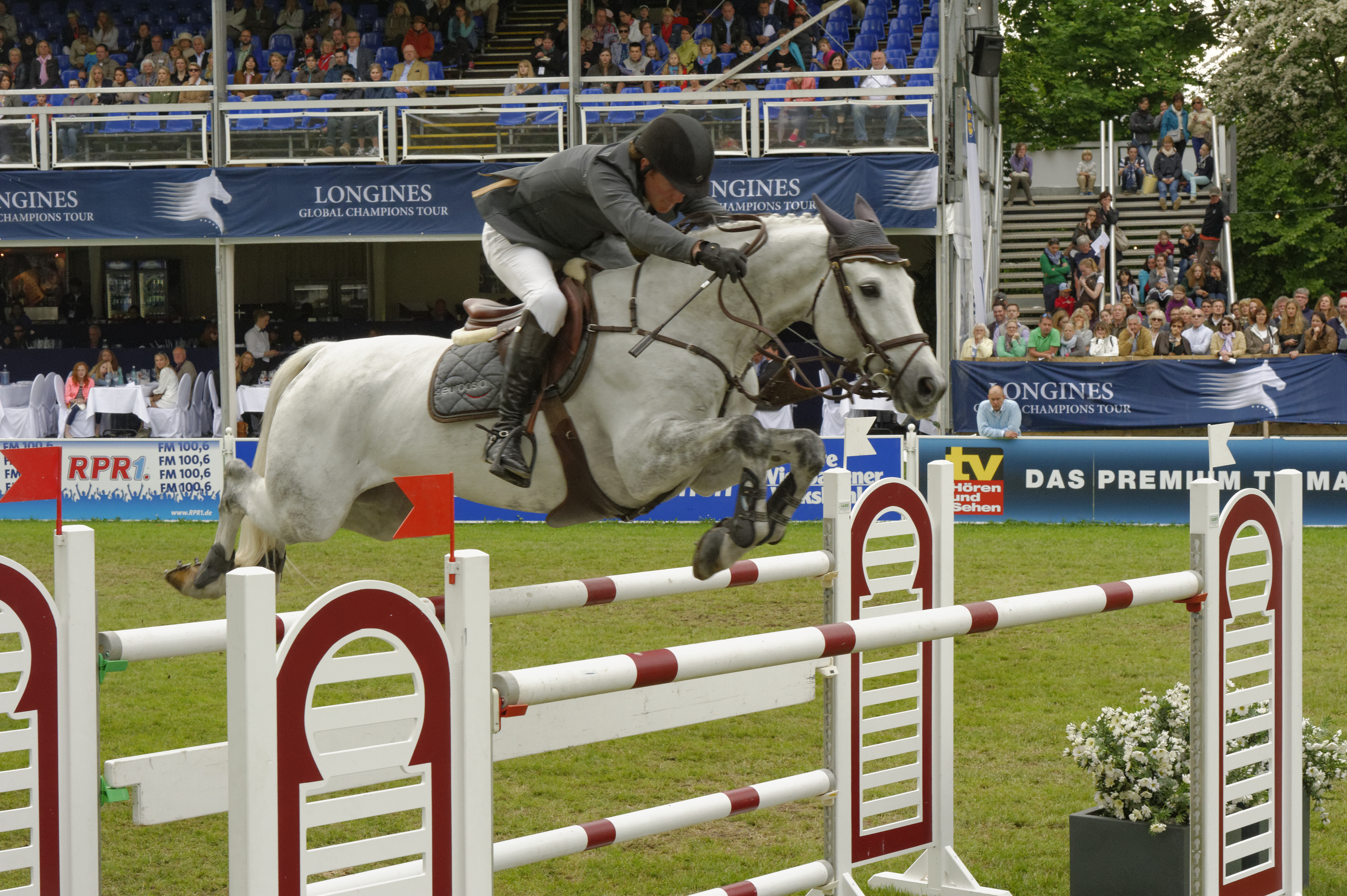
Cameron Hanley auf Dundee van de Dwerse Hagen beim Internationalen Pfingstturnier Wiesbaden 2013

### Ehemalige Turnierpferde Hanleys
- Ballaseyr Twilight (* 1989), brauner Irischer Sportpferde-Wallach, Vater: Clover Hill, Muttervater: 	Prince Raza, aus dem Sport verabschiedet[8]
- S.I.E.C. Concept (* 1998), Holsteiner Schimmelwallach, Vater: Concerto II, Muttervater: Capitol II, von Juli 2008 bis 2009 von  Hasan Şentürk geritten, seit 2010 von Çağrı Başel geritten[9][10]
- S.I.E.C. Hippica Kerman (* 1994), Holsteiner Fuchswallach, Vater: Kilian, Muttervater: Lenz, seit März 2003 von Gerry Flynn geritten[11][12]
- S.I.E.C. Livello (* 1999), Holsteiner Schimmelhengst, Vater: Limbus, Muttervater: Ahorn Z, seit 2010 Çağrı Başel geritten[13]
- S.I.E.C. Royal Star (* 1998, ursprünglicher Name: Quick Diamond) brauner Oldenburger Hengst, Vater: Quick Star, Muttervater: Jalisco B, nach Mai 2010 von Hasan Şentürk, Sevil Sabancı und Burak Azak geritten[14][15]
- Southwind VDL (* 1999), KWPN-Fuchswallach, Vater: Baloubet du Rouet, Muttervater: Ahorn, ab August 2011 vor Tiffany Foster geritten[16]